# کاناری‌فلای
کاناری‌فلای (به انگلیسی: Canaryfly) یک شرکت هواپیمایی با کد یاتا PM است که در ۲۰۱۰ میلادی تأسیس شده‌است. دفتر مرکزی کاناری‌فلای در گران کاناریا، اسپانیا واقع شده‌است و قطب این شرکت هواپیمایی در فرودگاه گرن کناریا قرار دارد و به ۹ مقصد، پرواز انجام می‌دهد.